# Dél kormányzóság

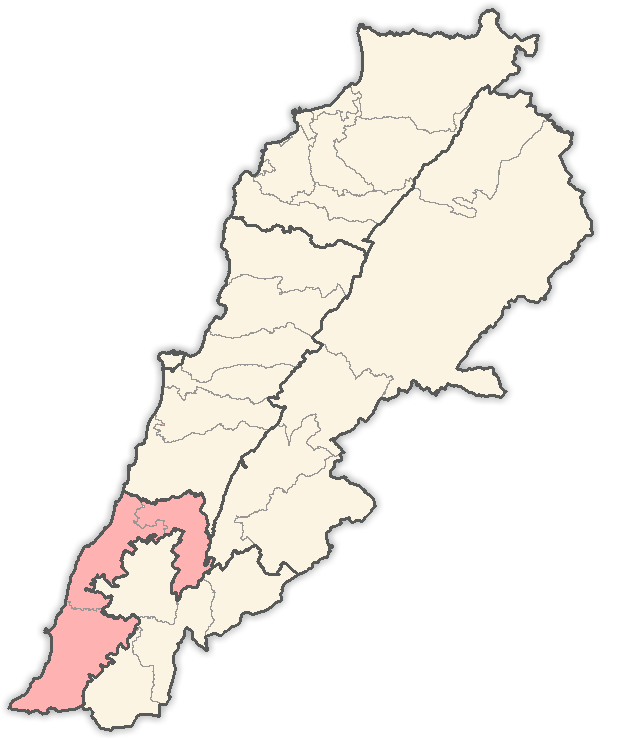
Dél kormányzóság elhelyezkedése Libanonon belül

Dél kormányzóság (arabul محافظة الجنوب [Muḥāfaẓat al-Ǧanūb]) Libanon hat kormányzóságának egyike. Az ország délnyugati részén fekszik. Északon Libanon-hegy kormányzóság, északkeleten Bekaa kormányzóság, keleten en-Nabatijja kormányzóság, délen Izrael, nyugaton pedig a Földközi-tenger határolja. Székhelye Szidón (arabul Szajda) városa. Népessége (a szomszédos Nabatijjával együtt) a 2007-es adatok szerint 659 718 fő (az összlakosság 17,6%-a).

## Közigazgatási beosztása
Területe három körzetre (kadá) oszlik (Dzsezzín, Szidón [Szajda], Türosz [Szúr]).